# Koffer (Verkehrswegebau)

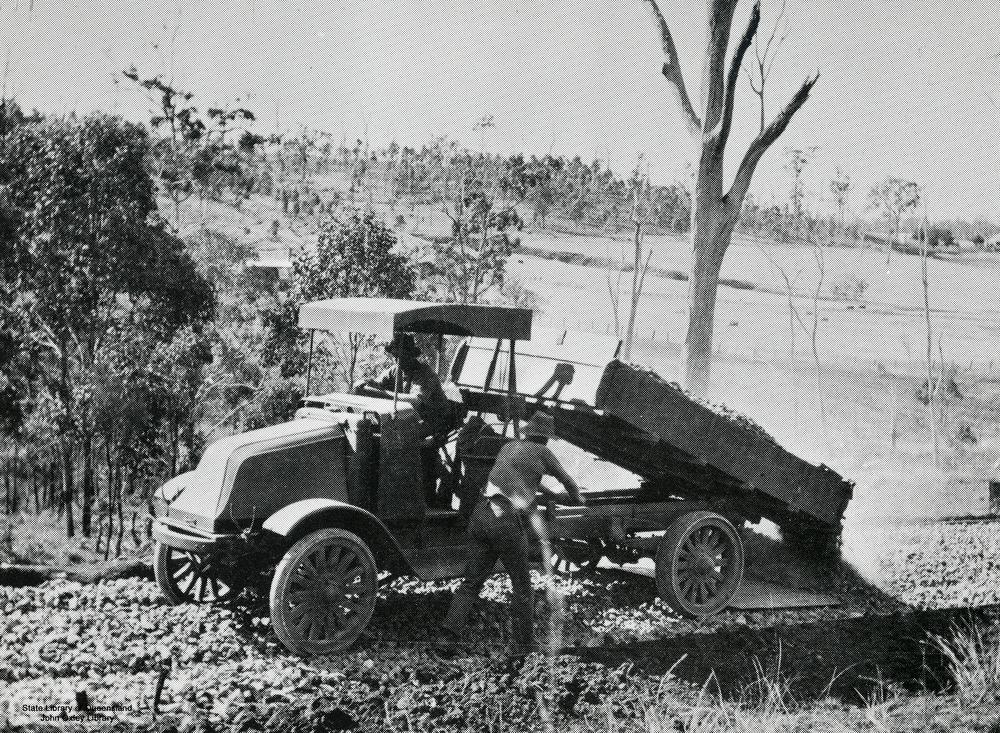
Einbau eines Straßenkoffers (um 1915)

Als Koffer bezeichnet man im Verkehrswegebau allgemein eine ungebundene Tragschicht, die über dem Erdplanum (auch Koffersohle genannt) liegt und als Auflager für den Straßenbelag oder das Gleis dient. Bei der Tragschicht handelt es sich in der Regel um eine kapillarbrechende Gesteinslage aus nichtbindiger Gesteinskörnung (wie beispielsweise Kies oder Schotter). Die Schichtdicke der Gesteinslage richtet sich nach der Frosteindringtiefe und den auftretenden Verkehrslasten.

## Entwicklung
Der Begriff „Koffer“ entstand bei dem Versuch, Straßen und Wege in sumpfigem Gelände anzulegen. Um dort dauerhafte und tragfähige Verkehrswege zu erhalten, mussten so genannte Koffer in den beweglichen Untergrund eingelassen werden. Diese Koffer bestanden aus einer in Strauchwerk eingebauten Steinschüttung. Eine ähnliche Bautechnik wurde auch im Wasserbau angewendet. Dort dienten mit Steinen befüllte Weidengeflechtkörbe (auch Senkfaschinen genannt) u. a. als Ufersicherung.
Im Laufe der Zeit verwendete man diesen Begriff dann auch für die untere Befestigungsschicht (Packlage) früherer Straßen, obwohl kein Koffer im eigentlichen Sinne mehr eingebaut wurde.
Die Bezeichnung „Koffer“ ist heute als veraltet anzusehen, da sie in den aktuellen Richtlinien und Vorschriften des Straßen- und Gleisbaus nicht mehr aufgeführt wird. In der Alltagssprache ist der Begriff jedoch erhalten geblieben und tritt dort auch noch als Wortkombination (beispielsweise in Kieskoffer oder Straßenkoffer) auf.